# Myshall
Myshall (iriska: Míseal) är en ort i grevskapet Carlow i Republiken Irland. Orten ligger vid sidan upp mot Mount Leinster. Myshall har 200 invånare (2006), med totalt 465 invånare (2006) i hela valdistriktet (Myshall Electoral Division) på en yta av 17,28 km². 